# Franz Hundsnurscher
Franz Hundsnurscher (* 22. September 1935 in Krummau (Südböhmen); † 30. Juli 2017) war ein deutscher Germanist.

## Leben
Nach dem Oberrealabschluss in Cham studierte Hundsnurscher von 1956 bis 1958 in München und von 1958 bis 1960 in Tübingen die Fächer Deutsch, Englisch und Geschichte. Nach der Promotion zum Dr. phil. in Tübingen 1967 mit der Arbeit Das System der Partikelverben mit AUS in der Gegenwartssprache lehrte er ab 1974 als Professor an der Universität Münster, Germanistisches Institut, in der Abteilung Sprachwissenschaft.
Seine Schwerpunkte waren linguistische Semantik, Dialoggrammatik, Wortfamilienstrukturen, Sprachgeschichte und linguistische Analyse literarischer Dialogstrukturen.
Mit Ulrich Müller und Cornelius Sommer war er Herausgeber der im Kümmerle-Verlag erschienenen Göppinger Arbeiten zur Germanistik sowie der im Verlag Hans-Dieter Heinz erschienenen Stuttgarter Arbeiten zur Germanistik.

## Schriften (Auswahl)
- Neuere Methoden der Semantik. Eine Einführung anhand deutscher Beispiele. Tübingen 1971, ISBN 3-484-25010-0.
- mit Jochen Splett: Semantik der Adjektive des Deutschen. Analyse der semantischen Relationen. Opladen 1982, ISBN 3-531-03137-6.
- Das System der Partikelverben mit aus in der Gegenwartssprache. Hamburg 1997, ISBN 3-87548-070-8.